# 市场定位
市场定位也称作“营销定位”，是市场营销工作者用以在目标市场（此处目标市场指该市场上的客户和潜在客户的心目中）塑造产品、品牌或组织的形象或个性（identity）的营销技术。是在目标市场里某产品在“竞争性比较中相对所处的位置”，这种位置——“定位”是目标市场在心目中所感知到的。一个产品的定位是潜在购买者如何看待该产品。“定位”的表达与竞争者的“位置”相关联，该词汇是1969年杰克·特鲁特在他的文章《“定位”是人们在当今人人参与的市场所进行的一场博弈》中所提出的，发表于《产业市场营销》。
“再定位”指改变在目标市场集体观念中的（自有的）产品个性，与相竞争的产品相关联。
“反定位”指试图改变在目标市场集体观念中的竞争产品的产品个性，与其自有产品的个性相关联。

## 产品市场定位战略
识别市场定位机会的能力可用来确认一个公司的市场营销能力。成功的定位战略根植于产品的可持续竞争优势。最常见的构造产品市场定位战略有：
- 以特殊产品特征进行定位
- 以特殊收益、需求或者解决方案进行定位
- 以特殊的使用类别进行定位
- 以特殊的用途场合进行定位
- 以在竞争之上选择一个出价的理由进行定位
- 针对另一个产品进行定位
- 以通过产品聚类分解进行定位
- 以文化信号进行定位
- 以信任背书进行定位

## 产品市场定位过程
产品市场定位过程通常包括：
1. 定义产品或品牌将要参与竞争的市场（相关的购买者是谁）
2. 识别定义产品“空间”的属性（也称作“维度”）
3. 收集客户样本对每个产品的相关属性的感知信息
4. 决定每个产品的心目份额
5. 决定每个产品在产品空间的当前位置
6. 决定目标市场所偏好的属性组合（参见理想向量）
7. 检测下列位置之间是否合适：
  1. 竞争产品的位置
  2. 自有产品的位置
  3. 理想向量的位置
8. 位置

该过程与公司的服务定位相似。服务，没有产品的有形属性，即我们不能触摸或展示漂亮的产品图片而感受它们。所以公司需要首先询问客户和它自己，客户从我们的服务中获得了什么价值？他们如何通过与我们做生意而改善自身状况？也要问问：有什么特点使我们的服务与众不同？
写出客户所得到的价值和我们的服务所提供的属性，创建我们的定位的草案。对不知道我们做什么或销售什么的人群进行测试，观察他们的面部表情，听取他们的反馈。当他们想了解得更多一些，并且开始交谈，因为你激起了他们的兴趣，那么你就已经步入市场定位的正轨了。

## 定位概念
市场定位一般有三个类型的概念：
1. 功能定位
  1. 解决问题
  2. 为客户提供利益
  3. 投资者和借贷者获得有利的感知
2. 信号定位
  1. 自我形象提升
  2. 对自我的识别
  3. 归属和社会意义
  4. 情感满足
3. 实验定位
  1. 提供传感模拟
  2. 提供认知模拟

## 对定位的测量
图形技术能协助市场定位，称作感知映像，不同的调查技术和统计技术比如多维标度、因子分析、联合分析、Logit分析。